# 히팔로사우루스

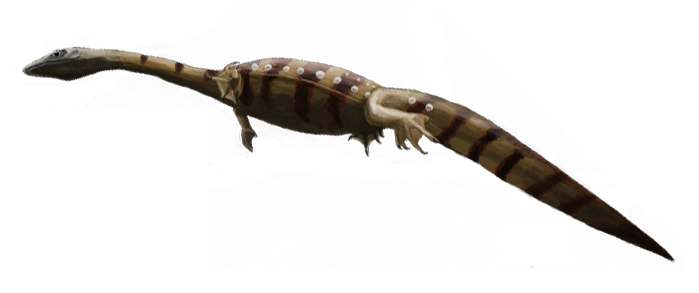

히팔로사우루스(학명:Hyphalosaurus lingyuanensis)는 코리스토데라에 하이팔로사우루스과에 속하는 파충류다. 지금은 멸종된 종으로 몸길이가 1m 정도에 달하는 수생 파충류다.

## 특징
히팔로사우루스 화석은 일련의 담수호수를 나타내는 제홀침대에서 비교적 널리 분포되어 있다. 난자 속의 배아에서 완전히 성장한 성인에 이르는 전 생장 시리즈를 포함하여 H. 링위엔시스(H. lingyuenensis)의 여러 표본과 수천 개의 H. 바이타이구엔시스(H. baitauguensis) 표본이 이셴성형성으로부터 알려져 있다. H. Baitaigouensis는 원래 젊은 주포탕 형성에 의해서만 보고되었지만 후속 연구에서는 그것이 발견된 화석층도 H. 링위안젠시스와는 다른 젊은 바위들과 다른 지역에서 발견되었음에도 불구하고 Yixian에 속할 수 있다는 것을 보여주었다. H. 링위엔시스(H. lingyuanensis)와 H. baitaigouensis(H. baitauensis)는 해부학적으로 대체로 비슷했으며, 둘 다 약 0.8m의 최대 성인 신체 크기를 달성했다. 그들은 바늘처럼 생긴 수많은 이빨을 가진 작은 머리와 55개 이상의 척추뼈를 가진 극도로 긴 꼬리를 가지고 있었다. 두 종의 주요한 차이점은 목의 척추뼈의 수이다. H. 링위엔시스는 19개의 목 척추뼈를 가지고 있었고 H. 바이타이구엔시스는 26개의 목뼈를 가지고 있었다. 2006년에 영국 왕립 협회는 하이팔로사우루스의 두 머리 화석을 발견했다고 발표했는데 이것은 그러한 파충류가 화석으로 발견된 최초의 기록이다. 히팔로사우루스의 두 표본은 피부에 대한 분명한 인상을 가지고 묘사되었다. 한 표본은 H.링위안시스를 나타내며 다른 표본은 (인상이 분명한) 종에 배정될 수 없다. 왜냐하면 화석상들이 다른 표본의 두개골을 슬라브에 접목시켰을 때 목의 일부(종의 길이가 핵심 지표인 길이)가 파괴되었기 때문이다. 그러나 두 표본 모두 거의 동일한 비늘 패턴을 보인다. 히팔로사우루스는 몸 전체에 걸쳐 다양했지만 대부분 작고 불규칙한 무늬의 다각형 비늘로 덮여 있었다. 뒷다리의 비늘은 몸통보다 작고 가늘고 불규칙한 반면 꼬리의 비늘은 거의 정사각형이고 좀더 규칙적인 줄로 배열되어 있었다. 작은 저울 외에도, 얕은 켈을 가진 크고 둥근 두 줄의 악어들이 동물들 옆을 따라 달렸다. 한 줄은 옆구리를 따라 직행했고, 다른 한 줄은 약간 높거나 낮았으며 옆구리의 4분의 1 크기밖에 되지 않는 악어로 구성되었다. 옆줄의 큰 악어들은 꼬리 밑부분까지 쭉 뻗어 있었고, 전체 줄에 걸쳐 크기가 균일하게 유지되었다. 꼬리 자체는 뼈의 여백을 훨씬 넘어 뻗은 연조직이 보존되어 있다. 이는 이미 평평해진 꼬리 척추뼈의 모양과 결합하여 꼬리의 위아래에서 피부 능선이 뻗어 작은 지느러미를 만들어냈을 가능성을 시사한다. 발과 손에도 물갈퀴가 걸려 있었던 것으로 보인다. 히팔로사우루스의 수많은 배아 및 신생 표본들이 1억 2천 2백만 년 전에 이쉬안 형성으로부터 회수되었다. 2007년에 두 개의 머리를 가진 표본이 발견되었는데 이것은 다두증의 가장 오래된 사례로 알려져 있다. H. Baitaigouensis의 홀로타입 표본에서는 배아를 포함한 여러 개의 난자가 몸 안과 주변에 보존되었다. 이 알들은 미네랄이 함유된 껍질이 부족한 것으로 보였는데, 지씨와 동료들은 나중에 히팔로사우루스가 새끼를 낳았고, 알 껍질이 어미 몸 안에서 완전히 발달하지 않았다는 증거로 해석했다. 그러나 2006년에 지씨와 동료들은 홀로타입 시료를 재검사하고 얇고 가죽이 많은 껍데기를 명확하게 정의했다. 그러나 그들은 이 알들이 나중에 산모 안에서 발달했을 것이라는 데 동의했다. 하지만 산모가 죽었을 때 산모에게서 쫓겨났을 가능성이 높다. Hou와 동료들(2010년)은 또한 H. Baitaigouensis 배아를 포함하고 있는 유연한 껍질을 가진 여러 개의 난자를 묘사했다. 이 조개 껍질은 부드럽고 악어 껍질보다 도마뱀의 알과 더 비슷했지만 그럼에도 불구하고 얇은 광물 껍데기를 가지고 있었다. 2010년에 지씨와 동료들이 묘사한 또 다른 H.바이따이구엔시스의 화석 표본은 임신한 것으로 보이며 쌍으로 배열된 18개의 완전히 발달된 배아를 포함하고 있다. 가장 뒤쪽에 있는 배아들 중 하나는 역방향으로 머리부터 먼저 위치했고 이것은 엄마를 죽였을 수도 있는 합병증이다. 이로써 히팔로사우루스와 다른 초리스토데란들은 생동감 넘치는 존재로 중생대 민물 파충류 중 유일하게 젊게 새끼를 낳는 것으로 확인됐다. 히팔로사우루스 종은 모두 수생물로 긴 목과 꼬리와 상대적으로 작은 팔다리에 의해 반사된 생활양식이었다. 표면적으로 그들은 작은 플레시오사우르스를 닮았지만, 비록 이러한 유사성이 수렴적으로 발생했고 친밀한 관계를 반영하지는 않는다. 히팔로사우루스는 가장 수생적으로 적응된 초리스토데란으로 친척들보다 부드럽고 평평한 비늘, 수영하기 위한 키 크고 납작한 꼬리 긴 목과 물갈퀴가 달린 발 등을 가지고 있었다. 몸통은 상당히 유연하지 않았고 팔다리는 수생생물에게 특별히 적응하지 못했기 때문에 히팔로사우루스는 아마도 주로 키가 크고 납작한 꼬리를 사용하여 헤엄을 쳤을 것이다. 가슴은 통 모양이었고, 히팔로사우루스가 물에 잠기는 데 도움이 되었을 굵고 무거운 갈비뼈로 이루어져 있었다. 히팔로사우루스는 심해 호수에만 서식했던 것으로 보인다. 모든 표본은 호수 환경의 가장 깊은 부분의 실트 특성에 보존되어 있으며 종종 심해어 갑각류와 함께 보존된다. 히팔로사우루스 역시 더욱 늪이 많고 얕은 수생 생태계를 보존한 주포탕 형성의 수생 퇴적물에는 눈에 띄게 빠져 있다. 히팔로사우루스(Hyphalosaurus)는 이시안 형성에 있어서 가장 풍부한 테트라포드(4림 척추동물)로서 아마도 수중 먹이사슬에서 중요한 역할을 했을 것이다. 길고 유연한 목과 작고 납작한 두개골은 납작한 두개골을 가진 현대의 수생 포식자와 비슷한 측면 스트라이크를 사용하여 물고기나 절지동물과 같은 작은 먹이를 잡았다는 것을 보여준다. 히팔로사우루스는 다른 초리스토데란과는 달리 '앉아 기다리기' 매복 전략을 구사하는 포식자였을 가능성이 높다. 그것의 화석은 종종 먹잇감이 될 수 있는 작은 물고기 리캅테라와 함께 보존되어 있으며 적어도 하나의 표본은 위 내용물로 생선 갈비를 보존하고 있다. 그러나 수천 개의 알려진 표본들 중 보존된 위 내용물이 없다는 것은 그들이 주로 몸이 부드러운 먹이를 먹었다는 것을 의미할 수 있다. 입 표본의 슬래브와 카운터랩은 척추동물 고생물학 및 고인류학 연구소의 연구자 그룹과 베이징 자연사 박물관의 연구자들에게 주어졌다. 각 팀은 1999년 1월에 세손을 설명하고 결과를 독립적으로 발표하여 동물에게 두 가지 다른 이름을 부여했다. 히팔로사우루스 링위엔시스, 싱하이드로사우루스 링위엔시스이다. 시누히드로사우루스와 히팔로사우루스는 서로 거울에 비친 이미지로 사실 같은 표본의 서로 다른 반쪽을 나타내고 있다는 것이 금방 인식되었다. 동물들의 이름을 지배하는 ICZN은 오래된 이름이 유효하다고 의무화한다. 그러나 2001년 6월에 고생물학자 조슈아 스미스와 제리 해리스는 둘 다 거의 정확하게 동시에 출판되었기 때문에 어떤 이름이 객관적인 상위 동의어로 더 좋을지 제3자가 선택할 필요가 있다고 언급했다. 스미스와 해리스는 히팔로사우루스를 선임 동의어로 선정하는 기회를 잡았는데, 그 이유는 그 설명에 대한 원고가 (출판되지는 않았지만) 이전에 제출된 것이 분명했기 때문이다. 따라서 그들은 시노하이드로사우루스를 히팔로사우루스의 주니어 동의어로 만들었다. 히팔로사우루스는 크고 악어 같은 샹사우루스와 더 작고 도마뱀 같은 몬쥬로수스와 관련이 있다. 가장 가까운 친척은 일본 백악기 초기의 유사하게 만들어진 종인 쇼카와 이코이였다. 맥락막은 악어, 거북이, 도마뱀, 뱀과 함께 백악기 말기 멸종에서 살아남은 수생 파충류 떼였다. 합창단은 미오세네에 의해 멸종되었다. 분류학적으로 본다다면  히팔로사우루스는 민물 수생 파충류의(의미"도마뱀 속에 잠긴") 일종으로 멸종된 주문인 이케에 해당된다. 그들은 이른 백악기 시대(나이Aptian)동안 약 122만년 전에 살았다. 그 속 두종인 H.lingyuanensis와 Hbaitaigouensis가 있으며 양쪽의 익시안층이라는 화석이 랴오닝 성, 중국을 포함하고 있다. 그들은 현재 Biota에서 가장 잘 알려 진 동물들 사이에 화석 표본과 민간 과학적인 컬렉션의 모든 성장 단계를 나타내는 수천명과 함께 한다.

## 생존시기와 서식지와 화석의 발견
히팔로사우루스가 생존하던 시기는 중생대의 백악기 초기로서 지금으로부터 약 1억 4550만년전~1억 2000만년전에 생존했던 종이다. 생존했던 시기에는 중국을 중심으로 하는 강과 호수 및 산맥으로 이뤄진 열대우림 등에서 주로 서식했었던 도마뱀이다. 화석의 발견은 1999년에 중국의 백악기에 형성된 지층에서 중국의 고생물학자들에 의해 처음으로 발견되어 새롭게 명명된 종이다.